# Prison (singolo)
Prison è un singolo della cantante moldava Natalia Gordienko, pubblicato il 30 gennaio 2020 su etichetta discografica K2ID Productions.
Scritto da Dīmītrīs Kontopoulos, Filipp Kirkorov, Sharon Vaughn, il 29 febbraio 2020 brano ha vinto O melodie pentru Europa 2020, guadagnando il diritto a rappresentare la Moldavia all'Eurovision Song Contest 2020 a Rotterdam, nei Paesi Bassi.

## Tracce
1. Prison – 2:57